# 고계

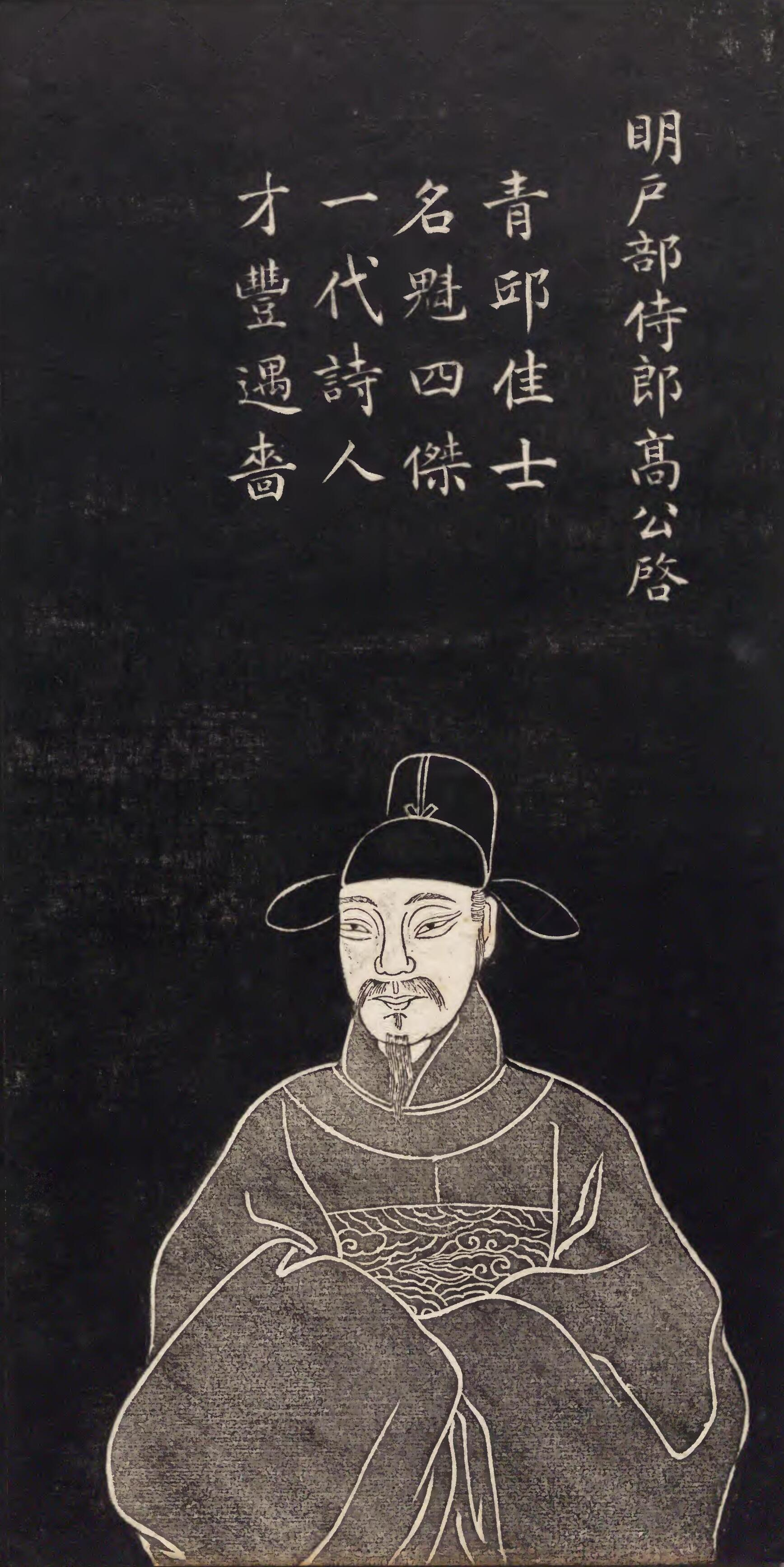

고계(高啓, 1336~1374년)는 명나라 초기에 살았던 중국의 시인이다.
자는 계적(季迪), 호는 청구자(靑邱子). 강남의 문화 중심지 쑤저우(蘇州)의 시민으로 지냈고, 장사성(張士誠)의 정권하에서 시재(詩才)로 이름을 날렸다. 장사성이 난징의 주원장(朱元璋＝明太祖)에 패하여 쑤저우가 함락(1367)된 다음 난징에 초빙되어 <원사(元史)>의 편찬에 종사하였고, 이어 급속도로 인정을 받아 호부시랑(戶部侍郞)에 승진하나 갑자기 사직하고 귀향한다. 후에 태조의 위압정책에 희생되어 형사(刑死)한다. 나이는 39세였다.
그는 '명초 사걸(明初四傑)'의 첫째로 손꼽히며, 명대를 통틀어 최대의 시인으로 지목된다. 그의 시는 원대에 강남에서 출생한 시민문학의 정점이라 일컬어졌고, 이미 양유정 등에서 시작된 의고풍조(擬古風調)를 계승했으나, 후의 고문사파(古文辭派)처럼 그 모범을 성당에 한정하지 않고 한위육조당송(漢魏六朝唐宋)을 모두 취하였으며, 더욱 의고풍 속에 청신한 정취를 담고 풍부한 감성에 넘친다.